# 1957 год
1957 (ты́сяча девятьсо́т пятьдеся́т седьмо́й) год  по григорианскому календарю — невисокосный год, начинающийся во вторник. Это 1957 год нашей эры, 7‑й год 6‑го десятилетия XX века 2‑го тысячелетия, 8‑й год 1950‑х годов. Он закончился 68 лет назад.
| Пн | Вт | Ср | Чт | Пт | Сб | Вс |
|    | 1  | 2  | 3  | 4  | 5  | 6  |
| 7  | 8  | 9  | 10 | 11 | 12 | 13 |
| 14 | 15 | 16 | 17 | 18 | 19 | 20 |
| 21 | 22 | 23 | 24 | 25 | 26 | 27 |
| 28 | 29 | 30 | 31 |    |    |    |

| Пн | Вт | Ср | Чт | Пт | Сб | Вс |
|    |    |    |    | 1  | 2  | 3  |
| 4  | 5  | 6  | 7  | 8  | 9  | 10 |
| 11 | 12 | 13 | 14 | 15 | 16 | 17 |
| 18 | 19 | 20 | 21 | 22 | 23 | 24 |
| 25 | 26 | 27 | 28 |    |    |    |

| Пн | Вт | Ср | Чт | Пт | Сб | Вс |
|    |    |    |    | 1  | 2  | 3  |
| 4  | 5  | 6  | 7  | 8  | 9  | 10 |
| 11 | 12 | 13 | 14 | 15 | 16 | 17 |
| 18 | 19 | 20 | 21 | 22 | 23 | 24 |
| 25 | 26 | 27 | 28 | 29 | 30 | 31 |

| Пн | Вт | Ср | Чт | Пт | Сб | Вс |
| 1  | 2  | 3  | 4  | 5  | 6  | 7  |
| 8  | 9  | 10 | 11 | 12 | 13 | 14 |
| 15 | 16 | 17 | 18 | 19 | 20 | 21 |
| 22 | 23 | 24 | 25 | 26 | 27 | 28 |
| 29 | 30 |    |    |    |    |    |

| Пн | Вт | Ср | Чт | Пт | Сб | Вс |
|    |    | 1  | 2  | 3  | 4  | 5  |
| 6  | 7  | 8  | 9  | 10 | 11 | 12 |
| 13 | 14 | 15 | 16 | 17 | 18 | 19 |
| 20 | 21 | 22 | 23 | 24 | 25 | 26 |
| 27 | 28 | 29 | 30 | 31 |    |    |

| Пн | Вт | Ср | Чт | Пт | Сб | Вс |
|    |    |    |    |    | 1  | 2  |
| 3  | 4  | 5  | 6  | 7  | 8  | 9  |
| 10 | 11 | 12 | 13 | 14 | 15 | 16 |
| 17 | 18 | 19 | 20 | 21 | 22 | 23 |
| 24 | 25 | 26 | 27 | 28 | 29 | 30 |

| Пн | Вт | Ср | Чт | Пт | Сб | Вс |
| 1  | 2  | 3  | 4  | 5  | 6  | 7  |
| 8  | 9  | 10 | 11 | 12 | 13 | 14 |
| 15 | 16 | 17 | 18 | 19 | 20 | 21 |
| 22 | 23 | 24 | 25 | 26 | 27 | 28 |
| 29 | 30 | 31 |    |    |    |    |

| Пн | Вт | Ср | Чт | Пт | Сб | Вс |
|    |    |    | 1  | 2  | 3  | 4  |
| 5  | 6  | 7  | 8  | 9  | 10 | 11 |
| 12 | 13 | 14 | 15 | 16 | 17 | 18 |
| 19 | 20 | 21 | 22 | 23 | 24 | 25 |
| 26 | 27 | 28 | 29 | 30 | 31 |    |

| Пн | Вт | Ср | Чт | Пт | Сб | Вс |
|    |    |    |    |    |    | 1  |
| 2  | 3  | 4  | 5  | 6  | 7  | 8  |
| 9  | 10 | 11 | 12 | 13 | 14 | 15 |
| 16 | 17 | 18 | 19 | 20 | 21 | 22 |
| 23 | 24 | 25 | 26 | 27 | 28 | 29 |
| 30 |    |    |    |    |    |    |

| Пн | Вт | Ср | Чт | Пт | Сб | Вс |
|    | 1  | 2  | 3  | 4  | 5  | 6  |
| 7  | 8  | 9  | 10 | 11 | 12 | 13 |
| 14 | 15 | 16 | 17 | 18 | 19 | 20 |
| 21 | 22 | 23 | 24 | 25 | 26 | 27 |
| 28 | 29 | 30 | 31 |    |    |    |

| Пн | Вт | Ср | Чт | Пт | Сб | Вс |
|    |    |    |    | 1  | 2  | 3  |
| 4  | 5  | 6  | 7  | 8  | 9  | 10 |
| 11 | 12 | 13 | 14 | 15 | 16 | 17 |
| 18 | 19 | 20 | 21 | 22 | 23 | 24 |
| 25 | 26 | 27 | 28 | 29 | 30 |    |

| Пн | Вт | Ср | Чт | Пт | Сб | Вс |
|    |    |    |    |    |    | 1  |
| 2  | 3  | 4  | 5  | 6  | 7  | 8  |
| 9  | 10 | 11 | 12 | 13 | 14 | 15 |
| 16 | 17 | 18 | 19 | 20 | 21 | 22 |
| 23 | 24 | 25 | 26 | 27 | 28 | 29 |
| 30 | 31 |    |    |    |    |    |

## События

### Январь
- 1 января
  - Саар по результатам референдума отошёл от Франции к ФРГ.
  - Египет денонсировал англо-египетский мирный договор 1954 года[1].
  - В СССР повышены зарплаты низкооплачиваемым категориям трудящихся, отменены налоги со стипендий и с минимальных зарплат[2].
- 6 января — министр иностранных дел Италии Гаэтано Мартино заявил о поддержке Италией доктрины Эйзенхауэра[3].
- 8 января — во Французском Алжире началась всеобщая забастовка, продлившаяся до 4 февраля[4].
- 9 января
  - Хрущёвская оттепель: указами Президиума Верховного Совета СССР восстановлены автономии балкарского, чеченского, ингушского, калмыцкого и карачаевского народов, упразднённые в 1943—1944 годах в связи с их депортацией в Среднюю Азию. Этим народам разрешено вернуться на Кавказ[5].
  - Венгерское восстание 1956 года: заместитель министра иностранных дел СССР В. В. Кузнецов выступил в ООН с речью «Прекратить использование ООН в интересах вдохновителей контрреволюционного мятежа в Венгрии»[6].
- 10 января — премьер-министром Великобритании после отставки Энтони Идена стал Гарольд Макмиллан[7].
- 14 января — правительство Италии приняло решение о вступлении страны в Общий рынок и Евроатом[3].
- 15 января
  - В Египте принят закон о «египтизации» (передаче в руки арабов Египта) иностранных банков, внешнеторговых, промышленных и транспортных компаний, прежде всего британских и французских[8].
  - Кубинская революция: правительство Кубы заявило о приостановлении конституционных гарантий[9].
  - Заключено Соглашение о гарантиях частных капиталовложений США в Турции[10].
- 16 января — Война за независимость Алжира: в Алжире совершено покушение на командующего французской армией в этой колонии генерала Рауля Салана. Французские заговорщики, обвинявшие Салана в недостаточной твёрдости, произвели выстрел из базуки по окнам его кабинета. Салан не пострадал, погиб его адъютант (История с базукой[фр.])[11].
- 17 января
  - Кубинская революция: на Кубе повстанцы во главе с Фиделем Кастро совершили первую после высадки с «Гранмы» боевую операцию против правительственной армии — нападение на казарму в Ла-Плате[12].
  - В Рангуне подписано соглашение между СССР и Бирмой, по которому СССР обязался построить в Бирме в качестве дара технологический институт, госпиталь, театр и культурно-спортивный комбинат. Бирма в качестве дара передавала СССР рис и товары[13].
- 18 января — Народная палата ГДР приняла закон о введении в ГДР с 1 марта 45-часовой рабочей недели[14].
- 19 января
  - Египет, Иордания, Сирия и Саудовская Аравия подписали Пакт арабской солидарности[15].
  - За участие в Венгерском восстании 1956 года казнены в Будапеште повстанческие командиры Йожеф Дудаш и Янош Сабо.
- 20 января — Дуайт Эйзенхауэр вступил в должность президента США на 2-й срок.
- 21 января — Бразилия и США подписали соглашение о строительстве на острове Фернанду-ди-Норонья американской базы слежения за пусками баллистических ракет («управляемых снарядов»)[16].
- 30 января — Палата представителей Конгресса США представила президенту Эйзенхауэру право по своему усмотрению использовать американские вооружённые силы на Ближнем и Среднем Востоке.
- Январь — IV съезд правящей в Камбодже партии Сангкум принца Нородома Сианука принял «Социалистическую программу достижения экономической независимости»[17].

### Февраль
- 2 февраля — за участие в Венгерском восстании 1956 года в Бекешчабе казнена Эржебет Маньи[18][19].
- 7 февраля — временным президентом Гаити стал назначенный парламентом Франк Сильван, сменивший Немюра Пьер-Луи, ушедшего в отставку 3 февраля.
- 9 февраля — СССР подписал в Вашингтоне Временную конвенцию по сохранению морских котиков в северной части Тихого океана[20].
- 12 февраля 
  - Судебная реформа в СССР: ряд полномочий по судебному надзору переданы из Верховного Суда СССР в Верховные суды союзных республик, упразднены линейные и окружные транспортные суды на железных дорогах и на водном транспорте[21].
  - Катастрофа стратегического бомбардировщика «Ту-16» под Новороссийском, погибло 5 человек[22].
- 14 февраля — в беседе с представителями правительства Японии папа Римский Пий XII призвал учёных всех стран посвятить себя делу мирного использования ядерной энергии, а не участию в гонке вооружений[23].
- 15 февраля
  - Новым министром иностранных дел СССР назначен А. А. Громыко (до 1985 года).
  - В Осло подписано соглашение о границе между СССР и Норвегией в Варангер-фьорде[13].
- 16 февраля — в СССР учреждена медаль «За спасение утопающих»[24].
- 19 февраля — Президиум Венгерской Народной Республики утвердил решение ЦК ВСРП о создании Рабочей милиции[25].
- 21 февраля — президент Индонезии Сукарно призвал сформировать коалиционное правительство с участием всех политических партий, представленных в парламенте страны[26].
- 23 февраля — в Москве открылась «Выставка живописи, скульптуры, графики к первому Всесоюзному съезду советских художников».
- 28 февраля — в Москве открылся I-й Всесоюзный съезд советских художников, учредивший Союз художников СССР.

### Март
- 1 марта
  - После того, как за освоение целины Всесоюзный Ленинский Коммунистический союз молодёжи был награждён орденом Ленина, на торжественном пленуме ЦК ВЛКСМ, проходившем в Большом Кремлёвском дворце, награду к комсомольскому знамени, которое держал первый секретарь ЦК ВЛКСМ Александр Шелепин, прикрепил председатель Президиума Верховного Совета СССР Климент Ворошилов[27].
  - В Бирме сформировано новое правительство во главе с У Ну[28].
- 2 марта — катастрофа стратегического бомбардировщика «Ту-16» в Львовской области, погиб весь экипаж, 6 человек[22].
- 5 марта
  - В Москве подписан Договор между СССР и Польской Народной Республикой о демаркации границы на участке прилегающем к Балтийскому морю[13].
  - На парламентских выборах в Ирландии победила партия Фианна Файл. Правительство партии Фине Гэл во главе с Джоном Костелло ушло в отставку[29].
- 6 марта
  - Провозглашена независимость Британского Золотого Берега, получившего название Гана. Премьер-министром страны стал Кваме Нкрума[30].
  - Парламент Греции начал обсуждение вопросов об отмене чрезвычайных законов периода Гражданской войны 1946—1949 годов и о восстановлении свободы печати. Решение не было принято[31].

- 8 марта

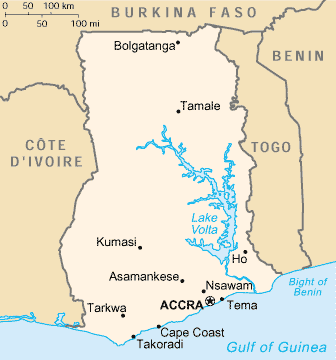
6 марта: Республика Гана получила независимость

  - Гана принята в Организацию Объединённых Наций[30].
  - Израиль завершил вывод войск за линию перемирия 1949 года[32].
- 9 марта — Принято решение Томского облисполкома о создании томской команды мастеров. Это решение было зафиксировано в распоряжении, которое, хранится в Государственном архиве Томской области. С этого момента берёт отсчёт история футбольного клуба «Томь»[33].
- 11 марта — 3-я сессия парламента Бирмы избрала новым президентом страны У Вин Маунга[28].
- 12 марта — в Берлине между СССР и Германской Демократической Республикой подписано соглашение по вопросам о временном нахождении советских войск на территории ГДР[13].
- 13 марта
  - Кубинская революция: в Гаване боевая группа студенческой организации Революционный директорат штурмовала президентский дворец. Нападение отбито, большинство участников штурма погибли[9][12].
  - Правительство Иордании объявило о расторжении договора с Великобританией от 1948 года[15].
- 15 марта — ушло в отставку правительство Индонезии во главе с Али Састроамиджойо. Президент Сукарно объявил чрезвычайное положение и взял на себя всю полноту власти[26].
- 17 марта — в авиакатастрофе погиб президент Филиппин Рамон Магсайсай.
- 18 марта — правительство Египта распространило меморандум с выражением решимости соблюдать положения Константинопольской конвенции 1888 года об обеспечении свободного плавания по Суэцкому каналу[1].
- 20 марта
  - Шаху Ирана Мохаммеду Резе Пехлеви послом СССР Н. Пеговым передан подарок Советского правительства — самолёт Ил-14[34].
  - Новым премьер-министром Ирландии стал Имон де Валера[35].
- 21 марта
  - Президент США Дуайт Эйзенхауэр и новый премьер-министр Великобритании Гарольд Макмиллан начали трёхдневные переговоры на Багамских островах. Великобритания одобрила доктрину Эйзенхауэра и согласилась на размещение на своей территории американских ракет средней дальности[36].
  - В Венгрии объявлено о восстановлении венгерского комсомола после событий 1956 года[25].
- 23 марта — Президиум Верховного Совета СССР понизил размер налогов с рабочих и служащих, имевших заработок менее 450 рублей[2].
- 25 марта
  - Европейское экономическое сообщество: в Риме подписан договор об учреждении Европейского экономического сообщества.
  - В Москве подписано соглашение между СССР и Польской Народной Республикой о сроках и порядке дальнейшей репатриации в Польшу из СССР лиц польской национальности[13].
  - Президент Индонезии Сукарно поручил формирование нового правительства лидеру Национальной партии Сувирьо[37].
- 27 марта
  - Подписан Договор о дружбе и сотрудничестве между Чехословакией и Китайской Народной Республикой[38].
  - Иран поддержал Доктрину Эйзенхауэра[29].
- 29 марта — Катастрофа Ли-2 под Ульяновском.

### Апрель
- 1 апреля — военный переворот в Республике Гаити. Временный президент Франк Сильван свергнут командующим вооружёнными силами генералом Леоном Кантавом.
- 2 апреля
  - Лидер Национальной партии Индонезии Сувирьо отказался от дальнейших попыток сформировать правительство[37].
  - На чрезвычайном заседании Совета министров Иордании правительство Сулеймана аль-Набульси приняло решение об установлении дипломатических отношений с СССР и КНР[15].
- 4 апреля
  - Президент Индонезии Сукарно созвал расширенное совещание политических лидеров, высших чинов армии, полиции и прокуратуры и заявил о намерении лично возглавить правительство с их участием[37].
  - Новое правительство Ирана после отставки Хусейна Алы сформировал ректор Тегеранского университета, министр двора доктор Манучехр Экбаль[39]. В тот же день новое правительство отменило в Тегеране военное положение, введённое в августе 1941 года и упразднило Тегеранское военное губернаторство. Разрешено создание политических партий[40].
- 5 апреля — Совет Министров СССР издал постановление об учреждении Кабардино-Балкарского государственного университета[2].
- 6 апреля — президент Гаити генерал Леон Кантав сформировал Исполнительный правительственный совет как высший орган власти, исполняющий функции президента республики.
- 7 апреля
  - Бывший министр внутренних дел Ирана Амир Асадалла Алям объявил о создании первой иранской политической партии — Национально-социалистической партии Ирана[40].
  - Заключено Египетско-суданское соглашение по валютным вопросам. Судан получил право ввести собственную валюту[1].
  - Принц Нородом Сианук сменил Сам Юна на посту премьер-министра Камбоджи[17].
- 8 апреля — Первый секретарь ЦК КПСС Н. С. Хрущёв стал дважды Героем Социалистического Труда за освоение целины[41].
- 9 апреля — президент Индонезии Сукарно объявил состав нового президентского правительства во главе с министром государственного планирования Джуандой[37].
- 10 апреля — в СССР в Объединённом институте ядерных исследований запущен самый большой в мире синхрофазотрон[2].
- 10 апреля — египетская администрация Суэцкого канала объявила о начале нормальной навигации по каналу после Суэцкого кризиса 1956 года[32].
- 11 апреля — смещено правительство Иордании во главе с Сулейманом аль-Набульси. Отстранён от должности командующий армией генерал А. Абу-Нувар, распущены оппозиционные партии и политические организации, введено военное положение[15].
- 13 апреля — новым премьер-министром Иордании назначен министр обороны и внутренних дел Абдельхалим аль-Нимр[42].
- 14 апреля — правитель Гаити генерал Леон Кантав вместо Исполнительного правительственного совета сформировал Военный совет.
- 15 апреля — в Бухаресте между СССР и Румынской Народной Республикой подписано соглашение о правовом статусе советских войск, временно находящихся на территории Румынии[43].
- 16 апреля
  - Подмандатная территория Восточный Камерун объявлен «подопечным государством» Франции, учреждены Законодательное собрание и территориальное правительство[44].
  - Нота США королевскому правительству Лаоса с предостережением от включения представителей коммунистического Патриотического фронта Лаоса в состав правительства национального примирения[45].
- 17 апреля
  - В Москве после продолжительных переговоров Энвера Ходжи и Н. С. Хрущёва подписана советско-албанская декларация. СССР простил Албании задолженность по кредитам на сумму 442 миллиона рублей, предоставил кредит в 31 миллион рублей для мероприятий по отмене карточной системы, и обязался оказать помощь в разработке перспективного плана развития Албании на 15 лет[46].
  - Джавахарлал Неру сформировал новое правительство Индии[47].
- 19 апреля — в СССР прекращены государственные внутренние займы по подписке[2].
- 23 апреля
  - Начался пятидневный визит А. И. Микояна в Австрию, позволивший расширить советско-австрийское сотрудничество[48].
  - Упразднение Арзамасской области
- 27 апреля
  - ЦК Коммунистической партии Китая принял «Указания о движении за упорядочение стиля работы», утвердившие переход партии к «китайским методам» строительства социализма на основе идей Мао Цзэдуна[49] и направленные на «ликвидацию явлений бюрократизма, сектантства, отрыва от масс» и пр[50].
  - Продлено до 1962 года соглашение между Саудовской Аравией и США о продолжении эксплуатации военной базы США в Дахране[51].
- 28 апреля — в Экс-ле-Бене (Франция) основана Всемирная федерация породнённых городов[52].

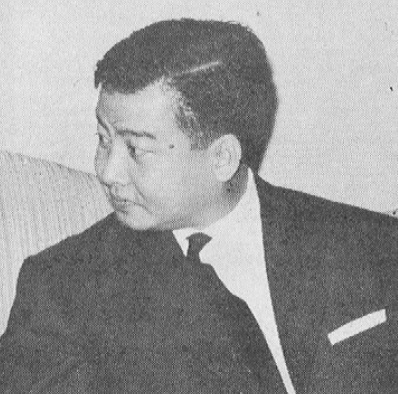
Глава правительства Камбоджи Нородом Сианук

### Май
- 1 мая — представители Британского содружества (Великобритания, Индия, Австралия и Пакистан) завершили согласование проекта конституции Малайской Федерации[53].
- 2 мая
  - Падение диктатуры Рохаса Пинильи в Колумбии: в Колумбии после ареста военными властями лидера оппозиции Гильермо Леона Валенсии начались студенческие выступления, переросшие на следующий день в массовые демонстрации[54].
  - Греция поддержала Доктрину Эйзенхауэра[31].
- 5 мая — на президентских выборах в Австрии победил Адольф Шерф, незначительно опередивший В. Денка[55].
- 6 мая — правительство Индонезии издало декрет о созыве Национального совета — представительного органа, призванного предварительно рассматривать вопросы, по которым правительство будет выносить решения[26].
- 8 мая — Падение диктатуры Рохаса Пинильи в Колумбии: в Колумбии, охваченной всеобщей забастовкой, Ассамблея выборщиков продлила полномочия диктатора Густаво Рохаса Пинильи на второй президентский срок. В стране усилилось движение протеста[56]
- 9 мая — открылась первая после событий 1956 года сессия Государственного собрания Венгрии, которая одобрила деятельность правительства Яноша Кадара после 4 ноября 1956 года. Сессия продлила полномочия Госсобрания до 17 мая 1959 года, утвердила новый герб и новый флаг Венгерской Народной Республики[25].
- 10 мая
  - В СССР принят закон О дальнейшем совершенствовании организации управления промышленностью и сельским хозяйством, утверждавший переход от системы отраслевых министерств к территориальному принципу управления народным хозяйством. В республиках, краях и областях начали создавать Советы народного хозяйства — совнархозы[21].
  - Верховный Совет СССР обратился к Конгрессу США и парламенту Великобритании с призывом содействовать скорейшему достижению соглашения о немедленном прекращении испытаний атомного и водородного оружия[57].
  - Падение диктатуры Рохаса Пинильи в Колумбии: в Колумбии в ходе народных выступлений свергнута диктатура генерала Густаво Рохаса Пинильи[56]. К власти пришла военная хунта во главе с военным министром Габриэлем Парисом Гордильей[54].
  - ЦК Коммунистической партии Китая издал специальные «Указания об участии руководящих работников всех ступеней в физическом труде», мотивированные возвратом к «прекрасным традициям партии» 1930—1940-х годов[49].
- 14 мая — в Москве между СССР и Ираном подписан Договор о режиме советско-иранской границы и о порядке урегулирования пограничных конфликтов и инцидентов[43].
- 16 мая — генерал Эктор Трухильо, выступавший единственным кандидатом на президентских выборах, переизбран президентом Доминиканской Республики[58].
- 19 мая — в Италии после распада правящей коалиции и отставки кабинета Антонио Сеньи сформировано однопартийное правительство христианских демократов во главе с Адоне Дзоли(до 1 июля 1958 года)[3].
- 22 мая — на совещании работников сельского хозяйства Северо-западного региона РСФСР в Ленинграде Первый секретарь ЦК КПСС Н. С. Хрущёв поставил задачу в ближайшее время догнать США по производству мяса, масла и молока на душу населения. На селе развернулась очередная кампания «Догнать и перегнать!»[59].
- 24 мая — на досрочных выборах в фолькетинг Дании победила Социал-демократическая партия Дании[60].
- 25 мая — в результате схода лавины на военный городок 9-й заставы 110-го погранотряда близ Бухты Провидения (Магаданская область, ныне Чукотский АО) погибли 15 человек.
- 26 мая
  - В условиях военного мятежа и волнений временным президентом Республики Гаити стал профессор математики Даниэль Финьоле, сменивший генерала Леона Кантава.
  - Новым премьер-министром Ливии назначен Абдель Маджид Каабар (до 17 октября 1960 года)[56][61].
- 27 мая
  - В Будапеште между СССР и Венгерской Народной Республикой подписано соглашение о правовом статусе советских войск, временно находящихся на территории Венгрии[43].
  - После регулирования ряда взаимных претензий с Египетом Великобритания отменила запрет на пользование Суэцким каналом для британских судов[36].
  - Премьер-министр Дании социал-демократ Ханс Кристиан Хансен сформировал вместо однопартийного коалиционное правительство с участием радикалов и Правового союза[58].
- 28 мая — в Египте создана единственная правящая партия — Национальный союз[32].
- 29 мая
  - В результате взрыва метана на шахте №30 в посёлке Рутченково близ г. Сталино погибли 15 человек[62].
  - премьер-министр Дании Ханс Кристиан Хансен заявил в фолькетинге, что Дания не примет атомное оружие НАТО на своей территории[58].
- 30 мая — премьер-министр Лаоса принц Суванна Фума подал в отставку после обсуждения в Национальном собрании вопроса о национальном примирении. Начало трёхмесячного правительственного кризиса[63].
- 31 мая
  - Великобритания произвела второй ядерный взрыв в районе острова Рождества в Тихом океане.
  - В Пномпене между СССР и Камбоджей подписаны соглашения о культурном и научно-техническом сотрудничестве, торговое соглашение и пр. СССР обязался построить госпиталь в Пномпене[43].
- В мае по инициативе академиков М. А. Лаврентьева, С. Л. Соболева и С. А. Христиановича было образовано Сибирское отделение Академии наук СССР (СО АН СССР), с 1991 года — Сибирское отделение Российской академии наук (СО РАН).

### Июнь
- 5 июня — шейх Кувейта (британский протекторат) Абдалла III издал указ о применении самого сурового законного наказания за импорт в страну израильских товаров[9].
- 9 июня — Броуд-пик покорён австрийской экспедицией (взошло 4 альпиниста, в том числе Герман Буль).
- 12 июня — Указом Президиума Верховного Совета Казахской ССР от 12 июня 1957 года рабочий посёлок «Экибастузуголь» был переименован в город Экибастуз областного подчинения.
- 14 июня
  - Смещён военными и отправлен в изгнание временный президент Гаити профессор Даниэль Финьоле. К власти пришёл Военный правительственный совет во главе с полковником Антонио Кебро.
  - В Москве подписано советско-австрийское соглашение об урегулировании технических и коммерческих вопросов судоходства по Дунаю[48].
  - Оппозиционные партии Венесуэлы сформировали для координации борьбы с режимом генерала Маркоса Переса Хименеса Патриотическую хунту во главе с журналистом Фабрисио Охедой[64].
  - Катастрофа Ил-14 под Внуковом.
- 18 июня — в Москве подписан протокол о передаче СССР Румынии финансов и имущества специальной речной администрации в низовьях Дуная[20].
- 19 июня
  - В Ленинграде на площади Искусств перед зданием Государственного Русского музея состоялось открытие памятника А. С. Пушкину, сооружённого скульптором М. К. Аникушиным и архитектором В. А. Петровым. Торжественное открытие памятника было приурочено к празднованию 250-летия основания Ленинграда.
  - Президиум ЦК КПСС сместил Н. С. Хрущёва с поста Первого секретаря ЦК КПСС. В руководстве СССР возник раскол.
- 20 июня — Национальное собрание Лаоса не утвердило правительство Катая Сасорита. Правительственный кризис продолжился[65].
- 21 июня
  - На пост премьер-министра Канады вступил лидер Консервативной партии Джон Дифенбейкер (до 22 апреля 1963 года). Это произошло после того, как на парламентских выборах 10 июня потерпела поражение находившая у власти 22 года Либеральная партия[66].
  - США заявили, что отказываются от выполнения пункта D ст. 13 Соглашения о перемирии в Корее, запрещающего ввоз на Корейский полуостров оружия и увеличение там численности войск[67].
  - В связи с 250-летием Ленинград награждён вторым орденом Ленина, учреждена медаль «В память 250-летия Ленинграда»[68].
  - Премьер-министр Камбоджи принц Нородом Сианук подал в отставку из-за разногласий в правящей элите по вопросам экономической политики и политики нейтралитета[17].
  - Взрыв на заводе № 4Д в Караганде.
- 22 июня — пленум ЦК КПСС отменил решение о смещении Н. С. Хрущёва с поста Первого секретаря ЦК КПСС.
- 23 июня
  - В СССР прошли торжества, посвящённые 250-летию Ленинграда[69].
  - В ГДР в соответствии с законом, принятым 17 января, прошли выборы в местные народные представительства[14].
- 26 июня
  - в СССР впервые в мировой юридической практике произведена государственная регистрация научного открытия в учреждённый Государственный реестр открытий СССР[70].
  - За убийство сотрудника госбезопасности в Будапеште казнены участники Венгерского восстания 1956 Илона Тот, Миклош Дьёндьёши, Ференц Гёнчи[71][72].
- 27 июня
  - Конференция султанов одобрила конституцию Малайской Федерации, разработанную странами Британского содружества[53].
  - В Аргентине введено осадное положение[73].
- 29 июня — завершился июньский пленум ЦК КПСС, принявший решение о смещении с партийных и государственных постов т. н. «антипартийной группы Молотова, Кагановича, Маленкова и примкнувшего к ним Шепилова»[74].

### Июль

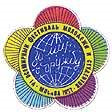
28 июля: в Москве открылся VI международный фестиваль молодёжи и студентов. Эмблема фестиваля

- 1 июля — начало возведения первого энергоблока Нововоронежской АЭС с реактором ВВЭР-210, положившим начало массовому строительству АЭС с реакторами ВВЭР.
- 3 июля — начались первые выборы в Национальное собрание Египта[32].
- 4 июля
  - Принято совместное постановление ЦК КПСС и Совета Министров СССР Об отмене обязательных поставок сельскохозяйственной продукции государству частными хозяйствами колхозников, рабочих и служащих[2].
  - Стратегический бомбардировщик «Ту-16» упал на деревню Ленковичи в Витебской области, погиб весь экипаж, 6 человек[22].
- 6 июля
  - В Москве между СССР и Чехословакией подписано соглашение об окончательном урегулировании имущественных и финансовых вопросов, связанных с воссоединением с СССР Закарпатской Украины[20].
  - Джон Леннон познакомился с Полом Маккартни.
- 8 июля — в Ирландии введён в действие закон, дающий полиции право арестовать без суда любого гражданина, подозреваемого в связях с Ирландской республиканской армией[75].
- 10 июля — в Египте издан новый закон об управлении Суэцким каналом на основе которого была создана Египетская администрация Суэцкого канала[1].
- 11 июля — пленум ЦК Болгарской коммунистической партии вывел из состава ЦК и Политбюро ЦК БКП за антипартийное поведение Г. Чанкова, а из состава ЦК БКП за антипартийную деятельность и фракционизм Д. Терпешова и И. Панова[76].
- 12 июля — Кубинская революция: кубинские повстанцы во главе с Фиделем Кастро опубликовали в горах Сьерра-Маэстра манифест «К народу Кубы» или «Декларацию Сьерра-Маэстры» с призывом к аграрной реформе и созданию единого Гражданско-революционного фронта для борьбы с диктатурой Батисты[12].
- 16 июля — в Камбодже завершившийся двухдневный 5-й съезд партии Сангкум высказался за полную поддержку принца Сианука[17].
- 17 июля — король Афганистана Мухаммед Захир-Шах начал многодневный визит в СССР (завершён 4 августа)[77].
- 18 июля — премьер-министр Демократической Республики Вьетнам в очередной раз выступил с предложением к правительству Южного Вьетнама начать консультации по вопросам о проведении всеобщих выборов на территории двух республик[78].
- 20 июля — в Москве открылась «Выставка произведений молодых художников СССР к VI Всемирному фестивалю молодёжи и студентов».
- 21 июля — в Риге открыт капитальный Каменный мост через Даугаву.
- 22 июля — прошли первые выборы в Законодательный совет британского владения Занзибар[79].
- 24 июля — Королевские военно-воздушные силы Великобритании нанесли бомбовые удары по населённым пунктам Омана, занятым повстанческими силами бывшего имама Омана Галиба бен Али[80].
- 25 июля — Конституционная ассамблея Туниса упразднила монархию и провозгласила страну республикой. Король Мухаммад VIII аль-Амин помещён под домашний арест в одной из своих резиденций, первым президентом страны избран Хабиб Бургиба[81].

- 26 июля

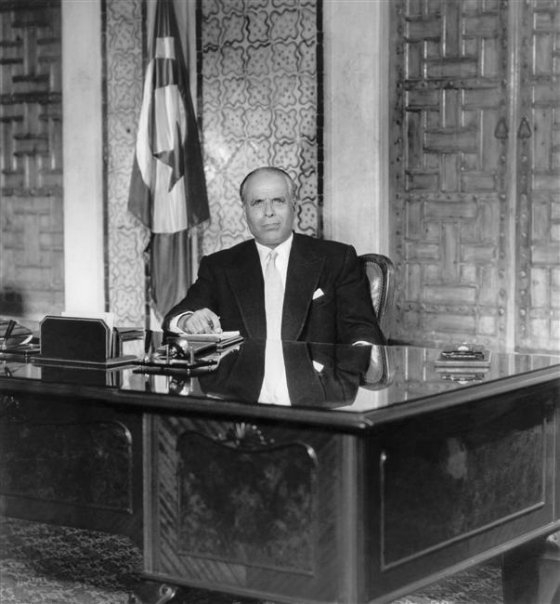
25 июля: Упразднение монархии в Тунисе. Хабиб Бургиба, первый президент Тунисской республики.

  - Президент Гватемалы полковник Карлос Кастильо Армас застрелен солдатом президентской охраны Вальдесом Санчесом. На пост президента вступил вице-президент Луис Артуро Гонсалес Лопес. На октябрь 1957 года назначены президентские выборы[82].
  - премьер-министром Камбоджи стал Сим Вар[17].
- 27 июля — в Боготе прошли массовые демонстрации с требованием ликвидации военного режима и скорейшего перехода Колумбии к гражданскому правлению[54].
- 28 июля
  - В Москве начался VI международный фестиваль молодёжи и студентов. На него приехали 34 тысячи юношей и девушек из 131 страны мира.
  - Военный режим в Аргентине провёл выборы в Конституционную ассамблею, которая должна была выработать новую конституцию страны для перехода к гражданскому правлению[83].
  - Основана Христианско-демократическая партия Чили.
- 30 июля — Кубинская революция: в Сантьяго-де-Куба полицией убит один из лидеров повстанческого Движения 26 июля, сподвижник Фиделя Кастро Франк Паис[12].
- 31 июля — в СССР принято совместное постановление ЦК КПСС и Совета Министров СССР О развитии жилищного строительства в СССР[2] (опубликовано 2 августа). Дан старт массовой застройке («хрущёвок»). В этом же году возведены первые кварталы панельных домов в новых московских районах Черёмушки и Кузьминки.

### Август
- 4 августа — Кубинская революция: на Кубе началась пятидневная антиправительственная всеобщая забастовка[9].
- 5 августа — в Куала-Лумпуре верховный комиссар Великобритании Дональд Макгилливри и правители малайских государств подписали соглашение о предоставлении независимости Малайской Федерации[53].
- 7 августа
  - Британские сухопутные войска в Омане подавили восстание, возглавлявшееся бывшим имамом Омана Галибом бен Али, заняв охваченные восстанием населённые пункты[80].
  - Н. С. Хрущёв начал шестидневную поездку в ГДР[14].
  - Катастрофа Ил-12 в Магдагачах
- 8 августа — в КНР опубликованы Указания ЦК КПК «О проведении среди всего сельского населения широкого социалистического воспитания». С 12 сентября кампания распространена и на промышленных рабочих[50].
- 9 августа — после безуспешных попыток Катая Сасорита, Бонга Суваннавонга и Фуи Саннаникона сформировать правительство принц Суванна Фума вернулся на пост премьер-министра Лаоса и был утверждён Национальным собранием[65].
- 11 августа
  - СССР и Иран подписали Соглашение о совместном и равноправном использовании вод и экономических ресурсов реки Аракс и ГЭС на реке Атрек[84].
  - Катастрофа DC-4 под Иссуденом.
- 13 августа — во время выполнения полёта в Приморском крае взорвался в воздухе стратегический бомбардировщик «Ту-16», погиб весь экипаж, 6 человек[22].
- 15 августа
  - Законодательный совет Малайской Федерации принял конституцию страны[53].
  - Катастрофа Ил-14 в Копенгагене.
- 16 августа — вступило в силу соглашение между СССР и Венгрией о правовом статусе советских войск, оставшихся на территории Венгерской Народной Республики после подавления Венгерского восстания 1956 года.
- 17 августа
  - Катастрофа двух стратегических бомбардировщиков «Ту-16» в Черниговской области, погибли оба экипажа, 12 человек[22].
  - Столкновение двух Ил-14 над Киевом, погибли 15 человек.
- 23 августа — в СССР вновь создана Комиссия советского контроля Совета Министров СССР. Министерство государственного контроля упразднено[85].
- 25 августа
  - Совершил первый рейс теплоход на подводных крыльях «Ракета».
  - В Болгарии прошли торжества, посвящённые 80-летию боёв на Шипке[76].
  - Катастрофа стратегического бомбардировщика «Ту-16» в Новгородской области, погиб весь экипаж, 6 человек[22].
- 27 августа — СССР объявил, что обладает сверхдальней межконтинентальной многоступенчатой баллистической ракетой, способной доставить ядерный заряд в любую точку земного шара[86].
- 29 августа — постановлением Совета Министров СССР для победителей социалистического соревнования учреждены переходящие Красные знамёна. До 1966 года вручались только на промышленных предприятиях[87].
- 31 августа — в Куала-Лумпуре на стадионе «Мердека» официально провозглашена независимость Малайской Федерации от Великобритании. Первым премьер-министром независимого государства стал Тунку Абдул Рахман, первым Верховным правителем — султан штата Негри-Сембилан Абдул Рахман ибни Альмархум[53].

### Сентябрь
- 3 сентября — в Дамаске заключено соглашение об экономическом союзе Египта и Сирии[1].
- 5 сентября — Кубинская революция: на базе ВМС Кубы в городе Сьенфуэгос вспыхнуло восстание военных моряков против диктатуры Батисты[12]. Восстание подавлено армией, его организатор лейтенант Сан-Роман расстрелян[88].
- 11 сентября
  - Хрущёвская оттепель: в СССР вышел Указ Президиума Верховного Совета СССР «Об упорядочении дела присвоения имён государственных и общественных деятелей краям, областям, районам, а также городам и другим населённым пунктам, предприятиям, колхозам, учреждениям и организациям». Присвоение имён ныне живущих деятелей запрещено, отменён ряд указов о переименованиях. В стране началась кампания по изменению названий населённых пунктов и организаций, носящих имя В. М. Молотова, К. Е. Ворошилова и др.[85].
  - В Каире начались двухдневные переговоры о совместном военном планировании Египта и Сирии[1].
  - Парламент Камбоджи принял закон о нейтралитете страны. Закон вступил в силу 6 ноября 1957 года[17].
- 15 сентября — парламентские выборы в ФРГ, победа ХДС/ХСС[89].
- 16 сентября — в Лаосе возобновились переговоры о национальном примирении[90].
- 18 сентября — СССР и Албания подписали конвенцию об урегулировании вопросов о двойном гражданстве и Консульскую конвенцию[46].
- 19 сентября — Постановлением Совета Министров СССР учреждён Мордовский государственный университет[85].
- 21 сентября — четырёхмачтовый барк «Памир», шедший под флагом ГДР, потерпел крушение у Азорских островов во время урагана «Кэрри»[англ.]; 80 человек погибли[91][92].
- 22 сентября — на президентских выборах в Республике Гаити победил министр труда и здравоохранения Франсуа Дювалье, набравший 69,1 % голосов[93].
- 25 сентября — в Гусинце-Ржежи близ Праги пущен первый в Чехословакии атомный реактор, построенный с помощью СССР[94].
- 26 сентября — во время учений в Таллинском заливе после взрыва и пожара затонула подводная лодка М-256.Погибли 35 человек[95].
- 27 сентября
  - В Берлине СССР и ГДР подписали Договор о торговле и мореплавании[20].
  - В Югославии объявлено о предстоящем суде над Милованом Джиласом, обвинённом в «ведении враждебной пропаганды».
- 28 сентября — в СССР учреждён День металлурга (отмечается в третье воскресенье июля)[96].
- 29 сентября
  - Кыштымская авария (также известна как „ВУРС“). Взрыв на атомном предприятии ПО «Маяк» под г. Кыштым (СССР).
  - В связи с возможным оказанием военной помощью Сирии в Египте создан Совет национальной обороны[1].

### Октябрь
- 1 октября

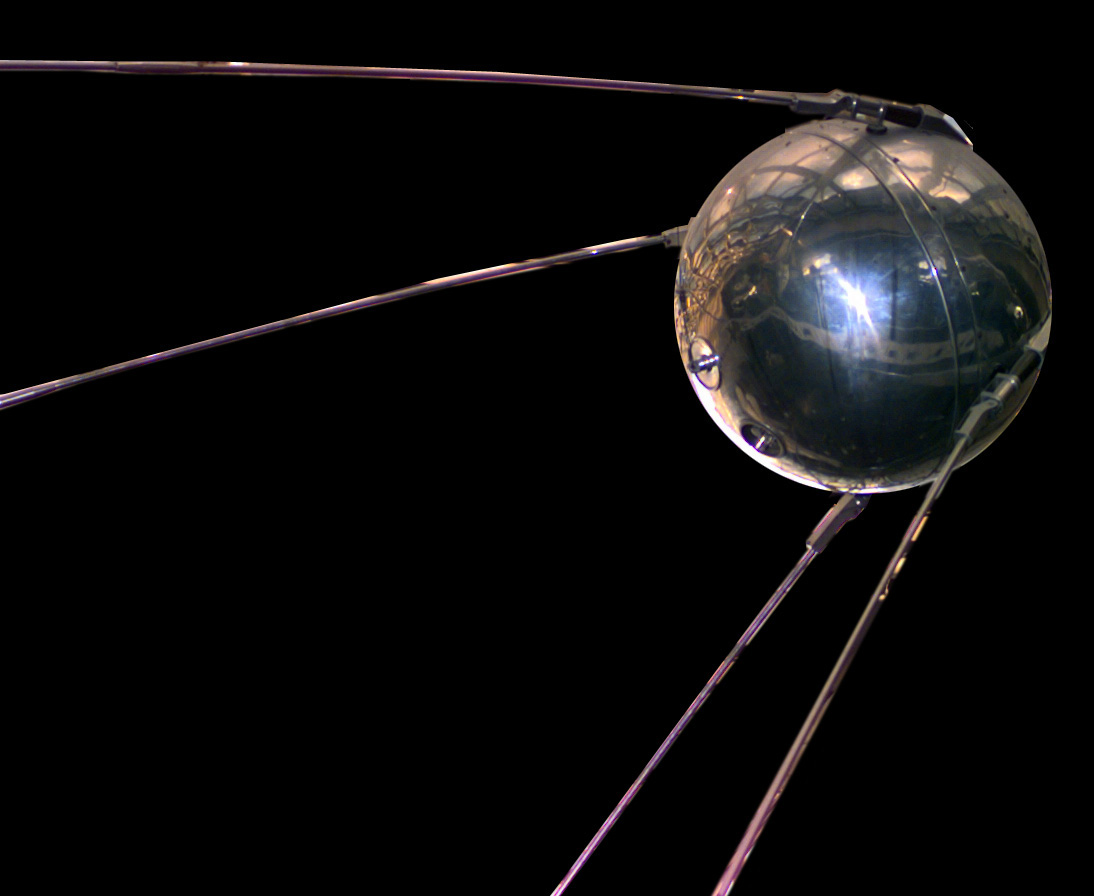
4 октября: Советский Союз запустил первый искусственный спутник Земли, открыв эру практического освоения космоса

  - Президент Бразилии Жуселину Кубичек подписал закон о том, что федеральная столица 21 апреля 1960 года будет перенесена из Рио-де-Жанейро в город Бразилиа[97].
  - Катастрофа Ил-12 под Акшой.
- 2 октября — городу Молотов возвращено историческое название Пермь, Молотовская область переименована в Пермскую область[98].
- 3 октября — в Государственном Русском музее открылась «Выставка произведений ленинградских художников, посвящённая 40-летию Великой Октябрьской социалистической революции». Её участниками стали 600 художников Ленинграда.
- 4 октября — в СССР произведён запуск первого искусственного спутника Земли («Спутник-1»)[86].
- 7 октября — Народная палата ГДР и Палата земель ГДР продлили срок полномочий президента ГДР Вильгельма Пика на 4 года[99].
- 9 октября — в СССР объявлено об открытии высокогорной автотрассы Ташкент — Ангрен — Коканд[96].
- 10 октября
  - Авария на атомном комплексе «Селлафилд».
  - В районе Бухтарминской ГЭС перекрыта река Иртыш[96].
- 12 октября — реабилитирован (по второму приговору) Степан Некрашевич (Сцяпан Некрашэвіч), белорусский учёный-языковед и общественный деятель, инициатор создания и первый председатель Института белорусской культуры (сейчас — Национальная Академия наук Беларуси).
- 13 октября — в ГДР произведён обмен банкнот 1:1, мотивированный спекуляциями банков ФРГ и использованием скупленных банкнот ГДР для шпионажа и подрывной работы[14].
- 14 октября — основано Британское компьютерное общество. Образовано на базе Лондонской компьютерной группы и неформального клуба учёных. Первым президентом стал Морис Уилкс, создатель компьютера EDSAC — первого в мире компьютера с хранимой в памяти программой.
- 18 октября
  - ФРГ разорвала дипломатические отношения с Федеративной Народной Республикой Югославией, после того, как та установила дипломатические отношения с ГДР[100].
  - Национальное собрание Лаоса приняло специальный закон о гарантиях гражданских прав и демократических свобод для всех граждан страны, включая членов Патриотического фронта Лаоса[101].
- 20 октября — в Гватемале прошли президентские выборы, результаты которых не были приняты обществом. В стране начались волнения, забастовки и демонстрации. Через несколько дней в Гватемале введено осадное положение[82].
- 21 октября — Учредительное собрание Гондураса приступило к выработке новой конституции[102].
- 22 октября
  - На пост президента Гаити вступил победивший на выборах 22 сентября Франсуа Дювалье, который стал одним из самых знаменитых диктаторов мира.
  - В Лаосе подписано соглашение о сформировании коалиционного правительства с участием Патет Лао и об урегулировании вопроса о провинциях Хуапхан и Пхонгсали[101].
- 24 октября — в Гватемале в условиях народных волнений военная хунта генерала Оскара Мендосы Асурдиа сместила временного президента Луиса Гонсалеса Лопеса[82].
- 26 октября
  - В СССР смещён министр обороны, член Президиума ЦК КПСС Маршал Советского Союза Г. К. Жуков[103].
  - В СССР совершил свой первый рейс (из Москвы в Петропавловск-Камчатский) пассажирский самолёт Ту-104[96].
- 27 октября — в Гватемале военная хунта назначила временным президентом на период до выборов 1958 года полковника Гильермо Флореса Авенданьо[82].
- 28 октября — папа Римский Пий XII в своей речи по радио призвал заинтересованные страны к мирному урегулированию на Ближнем Востоке[23].
- 29 октября — Конрад Аденауэр сформировал новое правительство ФРГ[89].
- 30 октября — городу Щербаков Ярославской области возвращено историческое название Рыбинск[104].
- 31 октября
  - В Боливии в городе Санта-Крус-де-ла-Сьерра вспыхнул вооружённый мятеж. Подавлен правительством, его организаторы обвинены в намерении присоединить департамент Санта-Крус к Бразилии[105].
  - Указом Президиума Верховного Совета ССР изменена граница между РСФСР и Эстонской ССР (произведён взаимный обмен приграничными деревнями)[96].
  - Учреждён Дагестанский государственный университет[96].
  - В СССР учреждена медаль «За отвагу на пожаре»[96].

### Ноябрь
- 1 ноября
  - В Албании отменена карточная система и повышены зарплаты рабочим и служащим[46].
  - В Лаосе подписано соглашение о включении частей коммунистической Освободительной армии Лаоса в королевскую армию[101].
  - В Москву с 20-дневным визитом прибыл военный министр Египта генерал Абдель Хаким Амер. Начало активного военного сотрудничества СССР и Египта[1].
- 2 ноября
  - На собрании Академии Наук СССР в Москве утверждён устав Сибирского отделения АН СССР[96].
  - Премьер-министр Лаоса Суванна Фума и председатель Патриотического фронта Лаоса Суфанувонг подписали заключительное коммюнике по вопросам национального примирения[106].
- 3 ноября
  - Запущен КА «Спутник-2» с собакой Лайкой на борту[86]. Оба запуска были совершены в рамках Международного геофизического года и приурочены к 40-й годовщине Октябрьской революции[96].
  - В Венгрии отменены военно-полевые суды[25].
  - В СССР объявлено об успешном окончании испытаний авиалайнера Ту-114[96].
- 4 ноября — Катастрофа румынского Ил-14 с делегацией правительства. Из 16 человек на борту погибли 4. На борту также находился будущий генсек ЦК Румынской Коммунистической партии Николае Чаушеску.
- 5 ноября
  - Сдан в эксплуатацию первый квартал панельных четырёх-пятиэтажных жилых домов во 2-м Черёмушкинском проезде (ныне улица Гримау) на юго-западе Москвы.
  - В Москве открылась «Всесоюзная художественная выставка, посвящённая 40-летию Великой Октябрьской социалистической революции». Её участниками стали свыше 2100 художников из всех республик СССР.
- 6 ноября
  - В Москве во Дворце спорта прошла юбилейная сессия Верховного Совета СССР, посвящённая 40-й годовщине Октябрьской революции[107].
  - В Новосибирске открылось троллейбусное сообщение[108].
- 12 ноября
  - Национальное собрание Южной Кореи приняло закон о внешней торговле, запрещающий торговые отношения с социалистическими странами[67].
  - В Монтевидео между Уругваем и Аргентиной подписано соглашение об урегулировании линии границы в районе реки Уругвай[77].
  - Королевское правительство Лаоса утвердило все соглашения о национальном примирении, заключённые с Патриотическим фронтом Лаоса[106].
- 14 ноября
  - В Москве открылось трёхдневное Совещание коммунистических и рабочих партий социалистических стран[109].
  - Конституционная ассамблея Аргентины приняла решение о восстановлении действия Конституции Аргентины 1853 года[110].
- 15 ноября — первый полёт совершил советский широкофюзеляжный пассажирский авиалайнер Ту-114.
- 18 ноября
  - Палаты депутатов Египта и Сирии приняли решение о будущем объединении двух стран[111].
  - На массовом митинге в Джакарте Сукарно потребовал экспроприации голландской собственности в Индонезии: «Только когда мы выгоним их совсем, наша страна начнёт процветать»[112].
  - В ходе торжественной церемонии во Вьентьяне председатель Патриотического фронта Лаоса принц Суфанувонг вручил регенту королевства наследному принцу Саванг Ваттхане заявление о передаче провинций Хуапхан и Пхонгсали под управление королевской администрации. В тот же день ПФЛ вступил в права легальной политической партии Лаоса[106].
  - В Колумбии раскрыт заговор сторонников свергнутого в мае диктатора Рохаса Пинильи[54].
- 19 ноября — Национальное собрание Лаоса утвердило состав первого коалиционного правительства национального примирения во главе с принцем Суванна Фумой, в которое вошли лидеры ПФЛ принц Суфанувонг и Фуми Вонгвичит[113].
- 22 ноября — в результате крушения разбился советский стратегический бомбардировщик «3М», погибли 7 человек[114].
- 23 ноября — в африканском анклаве Ифни начались столкновения испанских сил безопасности с арабской Армией освобождения[115].
- 27 ноября — ушло в отставку правительство Камбоджи во главе с Сим Варом. Оно исполняло свои обязанности до сформирования нового кабинета в январе 1958 года[17].
- 29 ноября
  - В СССР город Ворошилов Приморского края переименован в Уссурийск[116].
  - Совет Безопасности ООН не удовлетворил требования Индонезии о немедленном возвращении Западного Ириана[112].
  - За участие в Венгерском восстании 1956 года казнены в Будапеште повстанческие командиры Кемаль Экрем, Роберт Бан, Ласло Русняк, Тибор Цимер, Андраш Лауринец.
- 30 ноября — на школьном празднике в Джакарте заговорщики забросали гранатами машину президента Индонезии Сукарно. Президент не пострадал[117].

### Декабрь
- 3 декабря
  - Парламент Ганы предоставил правительству особые полномочия для борьбы с волнениями[118].
  - В Индонезии по инициативе Сукарно профсоюзные активисты начали захват голландских предприятий. Голландские специалисты и служащие высылаются из страны[112].
  - Министр иностранных дел Бразилии Жозе Карлуш ди Маседу Суареш заявил о готовности Бразилии вступить в НАТО[16].

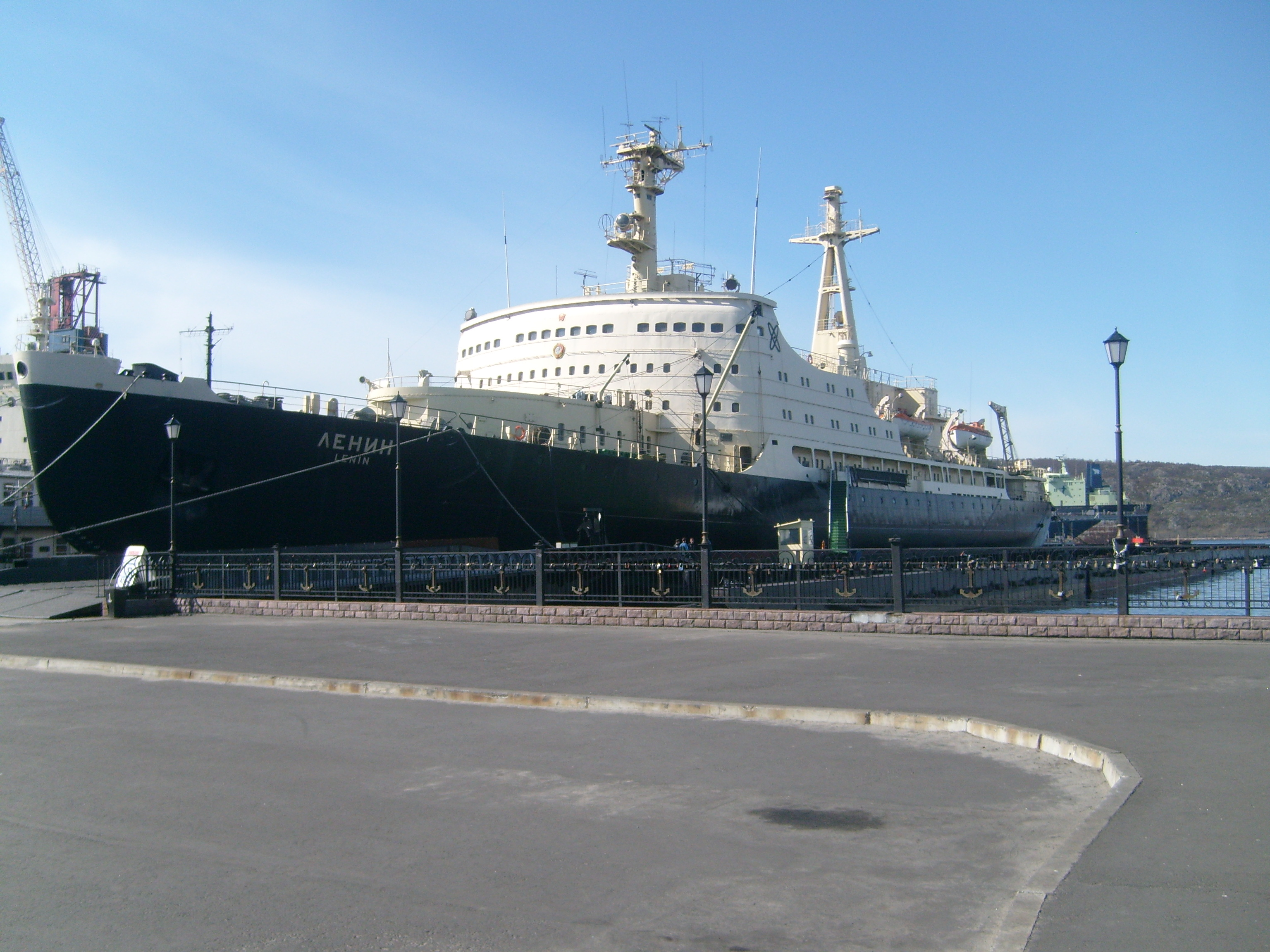
5 декабря: в Ленинграде спущен на воду первый в мире атомный ледокол «Ленин»

- 4 декабря — городу Чкалов возвращено историческое название Оренбург, Чкаловская область переименована в Оренбургскую область[119].
- 5 декабря
  - В Ленинграде спущен на воду первый в мире атомный ледокол «Ленин», построенный на Адмиралтейских верфях[120]. Спуск приурочен ко Дню конституции 1936 года[121].
  - Индонезия закрыла все консульства и организации Нидерландов на своей территории. Голландским предпринимателям запрещён перевод прибылей за пределы Индонезии[121].
- 6 декабря — первая попытка США запустить искусственный спутник Земли («Авангард TV3») закончилась неудачей (взрыв на старте).
- 8 декабря
  - В Музее Академии художеств в Ленинграде открылась юбилейная выставка «Двести лет Академии художеств СССР».
  - Падение диктатуры Переса Хименеса в Венесуэле: лидеры венесуэльских профсоюзов из эмиграции призвали народ Венесуэлы добиваться проведения свободных выборов и ликвидации диктаторского режима генерала Маркоса Переса Хименеса. В стране началось движение за свержение диктатуры[122].
- 10 декабря — федеральному канцлеру ФРГ Конраду Аденауэру направлено послание Совета Министров СССР, в котором указывалось на «пагубные последствия» вооружения бундесвера ядерным оружием и размещения иностранных военных баз на территории ФРГ[100].
- 11 декабря — подписано соглашение о научном сотрудничестве между Академией наук СССР и Академией наук КНР[38].
- 12 декабря — федеральный канцлер ФРГ Конрад Аденауэр выступил против «плана Рапацкого» о создании в Европе зон ядерного разоружения[100].
- 13 декабря
  - Командующий вооружёнными силами Индонезии генерал Абдул Харис Насутион объявил о взятии всех голландских предприятий на территории страны под контроль индонезийской армии[112].
  - В иранской провинции Хамадан произошло землетрясение силой 6,5  балла, погибли 1130 человек[123].
- 14 декабря — Кубинская революция: Фидель Кастро предложил назначить на пост президента Кубы после свержения Батисты судью провинциального суда провинции Орьенте доктора права Мануэля Уррутиа[124].
- 15 декабря
  - Новым премьер-министром Ирака стал Абдул-Вахаб Мирджан.
  - Падение диктатуры Переса Хименеса в Венесуэле: в стране проведён плебисцит, по официальным результатам которого президентские полномочия генерала Маркоса Переса Хименеса были продлены до 1963 года. Опубликование итогов плебисцита привело к активизации антиправительственных выступлений и свержению военного режима в январе 1958 года[64].
- 16 декабря — после отставки Ибрахима Исмаила Чундригара премьер-министром Пакистана стал Фероз Хан Нун.
- 17 декабря — декабрьский пленум ЦК КПСС ввёл 1-го секретаря ЦК Коммунистической партии Узбекистана Н. А. Мухитдинова в состав Президиума ЦК КПСС и избрал секретарями ЦК КПСС Н. Г. Игнатова и А. И. Кириченко[103].
- 18 декабря
  - В СССР отменён налог с бездетных и одиноких[2].
  - Под Биробиджаном разбился самолёт Ил-12, погибли 27 человек. Крупнейшая авиакатастрофа в Еврейской автономной области.
- 21 декабря
  - Принята новая конституция Гондураса. На пост президента страны после военного правления вступил гражданский президент Рамон Вильеда Моралес (свергнут 3 октября 1963 года)[125].
  - В Колумбии прошёл плебисцит по вопросу о политическом перемирии на 12 лет. Большинство участвовавших проголосовало за двухпартийную систему, когда у власти чередовались бы представители Консервативной и Либеральной партий. Период гражданской войны, известный как „Ла Виоленсия“, завершился[54].
- 22 декабря
  - Прошли выборы в Третье (29-е) Народное собрание Болгарии. В условиях безальтернативности все места получил Отечественный фронт[28].
  - Папа римский Пий XII в своём рождественском послании призвал к прекращению гонки вооружений[23].
- 30 декабря — за участие в Венгерском восстании 1956 года в Будапеште казнён повстанческий командир Ласло Иван Ковач.
- 31 декабря
  - Падение диктатуры Переса Хименеса в Венесуэле: в Венесуэле на военной базе в Маракайе началось восстание воинских частей против режима генерала Маркоса Переса Хименеса[82].
  - Вследствие конфликта с партиями МАПАМ и Ахдут ха-Авода по вопросам об отношениях с НАТО ушло в отставку правительство Израиля во главе с Давидом Бен-Гурионом[126].

### Без точных дат

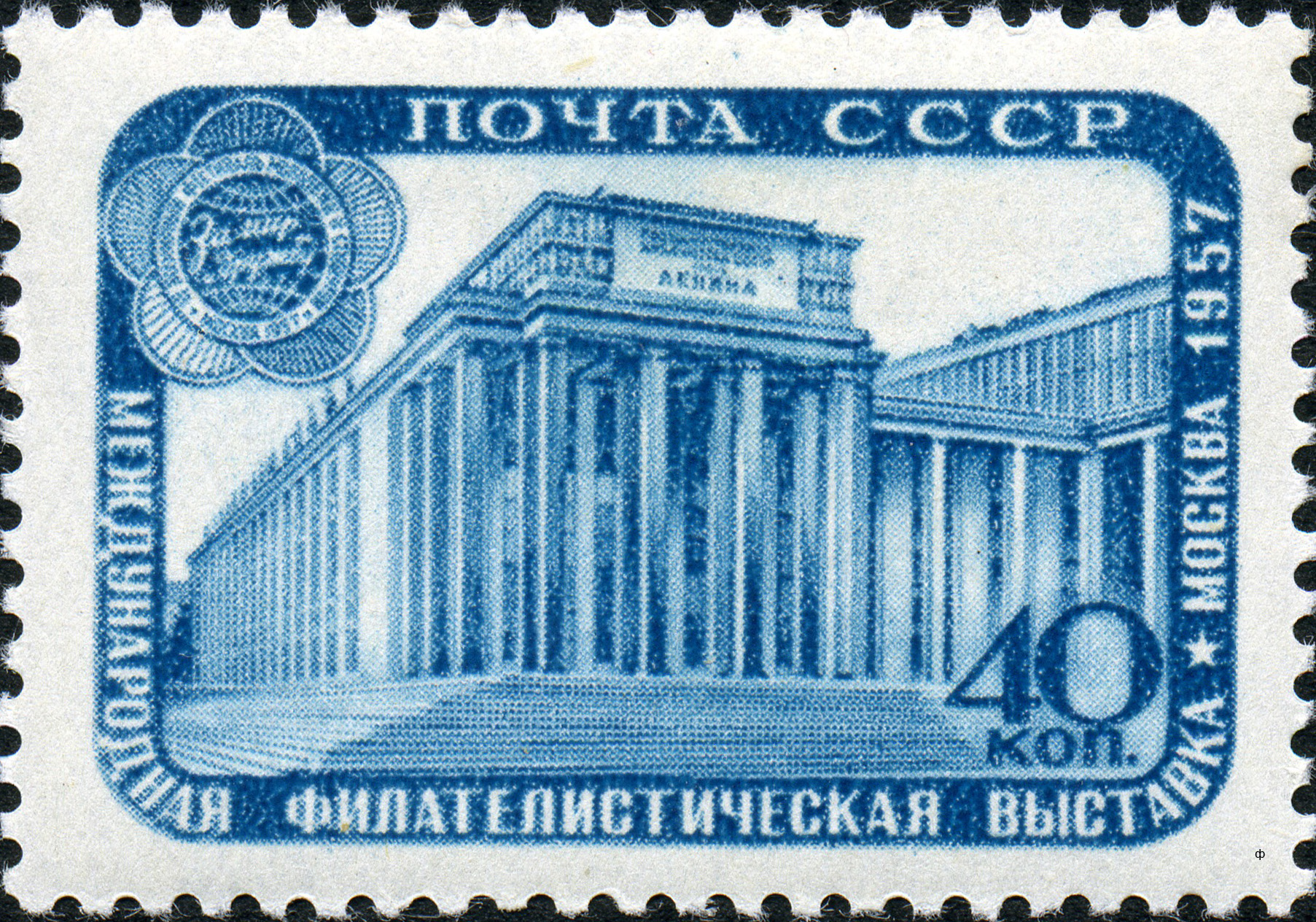
Международная филателистическая выставка. Москва, 1957. Марка СССР, 1957.

- Паркером Ю. сформулирована теория солнечного ветра в её современном виде.
- Переведена на русский язык и вышла в СССР повесть А. Линдгрен «Малыш и Карлсон, который живёт на крыше».

## Персоны года
Человек года по версии журнала Time — Никита Сергеевич Хрущёв, Первый секретарь ЦК КПСС.

## Родились
См. также: Категория:Родившиеся в 1957 году

### Январь
- 1 января
  - Александр Чистяков, российский пародист (ум. в 2019).
  - Мэдолин Смит-Осборн, американская актриса.
- 2 января — Йоанна Пакула, польская актриса.
- 6 января — Майкл Колин Фоул, англо-американский астрофизик и астронавт НАСА.
- 15 января — Светлана Сорокина, российская журналистка и телеведущая.
- 21 января — Татьяна Божок, советская и российская актриса.
- 22 января — Дженифер Льюис, американская актриса театра, кино и телевидения, а также певица и продюсер.
- 25 января — Моника Гуэрриторе, итальянская актриса.
- 28 января
  - Мирьяна Каранович, югославская и сербская актриса.
  - Харли Джейн Козак, американская актриса и писательница детективных романов.

### Февраль
- 6 февраля — Кэти Наджими, американская актриса.
- 10 февраля — Елена Михайлова, актриса театра и кино, певица, исполнительница.
- 15 февраля — Мохаммед, Гуль, самый маленький человек за всю мировую историю (ум. в 1997).
- 18 февраля
  - Ванна Уайт, американская актриса и телеведущая.
  - Кристиане Торлони, бразильская актриса театра, кино и телевидения.
- 19 февраля — Фалько, австрийский поп-рок-певец (ум. в 1998).
- 21 февраля — Николай Расторгуев, советский и российский певец, общественный деятель, лидер музыкальной группы «Любэ».
- 27 февраля — Татьяна Догилева, советская и российская актриса.
- 28 февраля — Джон Туртурро, американский актёр итальянского происхождения.

### Март
- 3 марта — Майред Фаррелл, ирландская националистка, доброволец Временной Ирландской республиканской армии.
- 8 марта — Синтия Ротрок, американская киноактриса и спортсменка.
- 10 марта
  - Усама бин Ладен, лидер исламской террористической организации «Аль-Каида» (ум. в 2011).
  - Шеннон Твид, канадская актриса и модель.
- 11 марта — Николай Парфенюк, российский певец.
- 12 марта — Татьяна Кабанова, актриса и певица.
- 15 марта — Парк Оверолл, американская актриса.
- 17 марта
  - Дмитрий Астрахан, российский режиссёр театра и кино.
  - Лорен Лэндон, канадская актриса.
- 20 марта
  - Тереза Расселл, американская актриса и модель.
  - Ванесса Белл Кэллоуэй, американская актриса.
- 22 марта — Елена Юданова, российская певица-композитор-поэт, актриса, солистка группы Колибри.
- 23 марта — Аманда Пламмер, американская актриса.
- 24 марта — Сильвия Мунт, каталонская актриса театра, кино и телевидения, кинорежиссёр.
- 29 марта
  - Элизабет Хэнд, американская писательница-фантаст.
  - Кристофер Ламберт, французский и американский актёр.

### Апрель
- 9 апреля — Кэтрин Хантер, английская актриса.
- 12 апреля — Дугласс, Сьюззанн, американская актриса.
- 13 апреля — Сандра Сантьяго, американская телевизионная актриса
- 15 апреля — Станислав Радкевич, российский политолог.
- 16 апреля — Елена Зубович, российская актриса театра и кино.
- 17 апреля — Африка Бамбата, первопроходец хип-хопа.
- 19 апреля — Сергей Баталов, советский и российский актёр театра и кино. Заслуженный артист Российской Федерации (2005).
- 25 апреля — Гамида Омарова, азербайджанская актриса.
- 27 апреля — Дилором Камбарова, узбекская советская киноактриса.
- 28 апреля — Леопольд Эйартц, французский лётчик—испытатель, астронавт.
- 29 апреля — Дэниэл Дэй-Льюис, британский актёр.

### Май
- 4 мая — Калила Умаров, кинорежиссёр, документалист.
- 7 мая — Ирина Аугшкап, советская и российская актриса театра и кино.
- 10 мая — Сид Вишес (настоящее имя Джон Саймон Ричи), басист панк-рок группы «Sex Pistols» (ум. в 1979).
- 11 мая — Фанни Коттансон, французская актриса.
- 13 мая — Людмила Нильская, советская и российская актриса театра и кино.
- 16 мая — Юрий Шевчук, советский и российский певец и продюсер, бессменный лидер группы «ДДТ».
- 20 мая — Луселия Сантус, бразильская актриса.
- 25 мая — Хиллари Смит, американская актриса мыльных опер.
- 26 мая — Оливия Паскаль, немецкая актриса.
- 27 мая — Челси Филд, американская актриса и танцовщица..
- 29 мая — Тед Левайн, американский киноактёр.

### Июнь
- 7 июня — Александр Маршал, российский рок-музыкант, певец, бас-гитарист, автор песен.
- 8 июня — Димпл Кападия, индийская актриса.
- 10 июня — Андрей Букин, советский фигурист, олимпийский чемпион в танцах на льду.
- 12 июня — Леонид Млечин, советский и российский журналист, международный обозреватель, телеведущий, писатель и Youtube-блогер.
- 13 июня — Ринат Дасаев, советский футболист, вратарь.
- 14 июня — Леонард Блаватник, американский бизнесмен.
- 15 июня — Ольга Жулина, советская, российская актриса, кинорежиссёр, сценарист.
- 18 июня — Андреа Эванс, американская актриса.
- 20 июня — Владимир Карташов, российский художник.
- 22 июня — Георгий Васильев, советский и российский бард.
- 23 июня — Фрэнсис МакДорманд, американская киноактриса.
- 29 июня
  - Гурбангулы Бердымухамедов, президент Туркмении.
  - Мария Кончита Алонсо, американская актриса и певица.
  - Лесли Браун, американская актриса и балетная танцовщица.
- 30 июня — Владимир Коробов, русский писатель, литовский буддолог.

### Июль
- 2 июля — Александра Яковлева, советская и российская актриса (ум. в 2022)
- 4 июля — Дмитрий Назаров, советский и российский актёр.
- 9 июля
  - Келли Макгиллис, американская актриса.
  - Альбина Сексова, российская певица, автор песен и художница.
- 10 июля — Юрий Стоянов, советский и российский артист.
- 13 июля — Лилия Кабрал, бразильская актриса.
- 16 июля — Фэй Грант, американская актриса и певица.
- 19 июля — Павел Любимцев, советский и российский актёр театра и кино, теле- и радиоведущий, актёр озвучивания, чтец, театральный режиссёр-постановщик, театральный педагог, писатель.
- 20 июля — Донна Диксон, американская актриса, фотомодель и певица.
- 21 июля — Джон Ловиц, американский актёр, комик.
- 25 июля — Дэниел Уилер Бурш, американский астронавт, лётчик-испытатель.
- 26 июля — Нана Визитор, американская актриса.
- 29 июля — Фумио Кисида, японский политический деятель, действующий премьер-министр Японии.

### Август
- 6 августа — Фэйт Принс, американская актриса и певица, лауреат премии «Тони».
- 7 августа — Людмила Смородина, советская и украинская актриса театра и кино.
- 8 августа — Александр Альфредович Баканов, русский живописец.
- 9 августа — Мелани Гриффит, американская актриса.
- 10 августа — Андрей Краско, советский и российский актёр (ум. в 2006).
- 11 августа — Ян Стюарт Дональдсон, британский музыкант и неонацист, основатель и лидер рок-группы «Skrewdriver», больше известен как Ян Стюарт (ум. в 1993).
- 12 августа — Аманда Редман, английская актриса.
- 13 августа — Кэтлин Гати, канадская актриса венгерского происхождения.
- 16 августа — Лора Иннес, американская актриса и телевизионный режиссёр.
- 18 августа — Кароль Буке, французская киноактриса.

### Сентябрь
- 4 сентября — Ханди Александер, американская актриса, хореограф и танцовщица.
- 7 сентября — Дж. Смит-Камерон, американская актриса, номинант на премию «Тони».
- 8 сентября — Хизер Томас, американская актриса, писательница, сценаристка и политическая активистка.
- 10 сентября — Кейт Бертон, валлийско-американская актриса театра, кино и телевидения.
- 12 сентября — Аня Пенчева, болгарская актриса театра и кино.
- 15 сентября 
  - Наталья Казначеева, советская и российская актриса, мастер кинодубляжа.
  - Джебран Туени, ливанский журналист и политик.
- 16 сентября
  - Мария Гладковская, польская актриса театра, кино и телевидения.
  - Ассумпта Серна, испанская актриса.
- 21 сентября
  - Итан Коэн, американский кинорежиссёр.
  - Саида Раметова, заслуженная артистка Узбекистана. Актриса Узбекского национального академического драматического театра и кино.
- 22 сентября — Ник Кейв, австралийский музыкант, писатель, актёр.
- 30 сентября — Фрэн Дрешер, американская актриса, комедиантка, телеведущая, продюсер, сценарист, писательница, певица, политический лоббист и благотворительный деятель.

### Октябрь
- 1 октября — Иветт Фриман, американская телевизионная актриса и певица
- 12 октября — Ирина Дымченко, советская и российская актриса театра и кино.
- 16 октября — Наталья Акимова, советская и российская актриса театра и кино.
- 25 октября — Нэнси Картрайт, американская актриса, комедиант и актёр озвучивания.
- 26 октября — Памела Виллорези, итальянская актриса театра и кино.
- 28 октября — Роза Рымбаева, советская и казахская певица, народная артистка Казахской ССР (1986), Лауреат Государственной премии Казахстана (2004).

### Ноябрь
- 3 ноября — Дольф Лундгрен, американский актёр шведского происхождения.
- 22 ноября — Виктор Салтыков, советский и российский эстрадный певец.
- 23 ноября — Аннет Мальэрб, голландская актриса.
- 24 ноября — Дениз Кросби, американская актриса.

### Декабрь
- 6 декабря — Михаил Евдокимов — советский и российский юморист, губернатор Алтайского края с 2004–2005 (погиб в 2005).
- 7 декабря — Валерий Кухарешин, советский и российский актёр.
- 8 декабря
  - Марина Голуб, советская и российская актриса (ум. в 2012).
  - Михаил Касьянов, российский политик, премьер-министр России в 2000–2004.
- 13 декабря — Стив Бушеми, американский актёр.
- 14 декабря — Бригитт Виктория Свендсен, норвежская актриса театра и кино.
- 16 декабря — Николай Куимов, заслуженный лётчик-испытатель Российской Федерации, Герой Российской Федерации (погиб в 2021).
- 18 декабря — Игорь Скляр, советский и российский актёр.
- 24 декабря — Хамид Карзай, президент Афганистана в 2004–2014.
- 29 декабря — Индра Брике, советская и латвийская актриса театра и кино.
- 30 декабря — Патриция Кэлембер, американская актриса.
- 31 декабря — Сергей Серов, российский актёр театра и кино.

## Скончались
См. также: Категория:Умершие в 1957 году
- 10 января — Габриела Мистраль — чилийская поэтесса, просветительница, дипломат, борец за права женщин, лауреат Нобелевской премии по литературе (1945).
- 1 февраля — Фридрих Паулюс, генерал-фельдмаршал, командующий 6-й немецкой армией, наступавшей на Сталинград в 1942 году и капитулировавшей 30 января 1943 года.
- 5 февраля — Семён Эзрович Дуван, городской голова Евпатории, благотворитель.
- 8 февраля — Джон фон Нейман, венгро-немецкий математик и квантовый физик.
- 9 февраля — Миклош Хорти — венгерский политик и военный, адмирал регент Венгерского королевства в 1920 — 1924 годах.
- 25 февраля — Марк Алданов — русский прозаик, публицист, автор очерков на исторические темы, философ и химик.
- 2 мая — Джозеф Маккарти — американский сенатор-республиканец, вдохновитель гонений на американцев, заподозренных в симпатиях к коммунизму и к СССР, известных как маккартизм.
- 21 мая — Александр Вертинский — русский эстрадный артист, киноактёр, композитор, поэт и певец.
- 4 июля — Мария Распятия, блаженная римско-католической церкви, монахиня.
- 11 июля — Султан Мухаммад-шах Ага-хан III, имам исмаилитов с 1885 года
- 7 августа — Оливер Харди — американский актёр, комик (род. 1892).
- 17 августа — Анта́нас Жука́ускас-Венуо́лис — литовский писатель.
- 20 сентября — Ян Сибелиус, финский композитор (род. 1865).
- 24 октября — Кристиан Диор — французский дизайнер — модельер одежды, основатель фирмы Christian Dior Perfume.
- 13 ноября — Антонин Запотоцкий — чехословацкий государственный деятель, коммунист, президент Чехословакии с 1953 года.
- 20 ноября — Мстислав Добужинский, русский художник.
- 25 ноября — Диего Ривера — мексиканский живописец, монументалист, политический деятель левого толка.

## Нобелевские премии
- Физика — Чжэньнин Янг, Цзундао Ли — «За предвидение при изучении так называемых законов чётности, которое привело к важным открытиям в области элементарных частиц».
- Химия — Александер Тодд — «За работы по нуклеотидам и нуклеотидным коэнзимам».
- Медицина и физиология — Даниеле Бове — «За открытия, касающиеся синтетических соединений, блокирующих действие некоторых веществ организма, и за обнаружение их действия на сосудистую систему и мышцы».
- Литература — Альбер Камю — «За огромный вклад в литературу, высветивший значение человеческой совести».
- Премия мира — Лестер Боулс Пирсон — «За свою роль в преодолении Суэцкого кризиса».